# Vasile Milea
Vasile Milea (ur. 1 stycznia 1927 w Lerești, zm. 22 grudnia 1989 w Bukareszcie) – minister obrony Rumunii w latach 1985–1989, generał.

## Życiorys
W 1960 roku został członkiem Rumuńskiej Partii Komunistycznej.
Podczas rewolucji w Rumunii brał aktywny udział w tłumieniu protestów społecznych. 17 grudnia 1989 roku przed południem Nicolae Ceaușescu skrytykował Mileę i szefa Securitate Iuliana Vlada o zbyt defensywną postawę wobec manifestantów z Timișoary. O godzinie 13:30 Milea wydał rozkaz postawienia armii w stan gotowości bojowej w Timișoarze. Godzinę później padło hasło Radu cel Frumos (Radu Piękny), który oznaczał otwarcie ognia do protestujących. Wojsko zaczęło strzelać o godzinie 15. Pomimo ataku wojskowych protesty nie ustąpiły, a w ciągu kilku dni rewolucja objęła całą Rumunię.
20 grudnia po południu Nicolae Ceaușescu zwołał konferencję telefoniczną z okręgowymi sekretarzami partii. W konferencji wzięli udział: małżeństwo Ceaușescu, Vasile Milea oraz premier Constantin Dăscălescu. Wieczorem Milea oraz członek Stałego Biura Politycznego Komitetu Wykonawczego KC Rumuńskiej Partii Komunistycznej Manea Mănescu wzięli udział w bezpośredniej transmisji telewizyjnej Ceaușescu, w której prezydent Rumunii nazywał demonstrantów z Timișoary „bandą chuliganów” oraz obwinił za kryzys Węgry, kręgi reakcyjne i imperialistyczne.
22 grudnia 1989 około godziny 9 Vasile Milea odmówił dalszego strzelania do manifestantów. Kilka minut po podjęciu decyzji o 9:30 został znaleziony martwy. O 10:45 telewizja poinformowała o śmierci ministra obrony. Po śmierci ministra Nicolae Ceaușescu obwinił Mileę o niepodjęcie właściwych kroków przeciwko protestującym. Nowym ministrem obrony został dotychczasowy wiceminister Victor Stănculescu.
Milea zmarł w niewyjaśnionych okolicznościach. Śledztwo z 2005 roku wykazało, że Milea zmarł w wyniku strzału w tętnicę. 